# Étienne Joseph Ferroux
Étienne Joseph Ferroux, né à Besançon le 25 avril 1751, mort à Salins-les-Bains le 12 mai 1834, est un homme politique de la Révolution française. 

## Biographie
En septembre 1792, Ferroux, alors électeur à Salins, est élu député du département du Jura, le septième sur huit, à la Convention nationale.
Il siège sur les bancs de la Gironde. Lors du procès de Louis XVI, il vote la mort avec appel au peuple et sursis à l'exécution. Il vote en faveur de la mise en accusation de Marat et en faveur du rétablissement de la Commission des Douze. 
Sur motion d'Amar, du Comité de Sûreté générale, Ferroux est décrété d'arrestation en octobre 1793, ainsi que ses collègues qui ont protesté contre les exclusions du 2 juin. Il est réintégré dans ses fonctions en frimaire an III (décembre 1794). Il est envoyé en mission à Lyon entre prairial an III et vendémiaire an IV (entre mai et octobre 1795). 
En vendémiaire an IV (octobre 1795), Ferroux est élu député au Conseil des Anciens où il siège jusqu'en prairial an VI (mai 1798). Il est élu secrétaire en fructidor an IV (août 1796) aux côtés de Fourcade, de Johannot, et de Lepêcheux, sous la présidence de Muraire.
Ses accointances avec les députés royalistes le firent porter, le 18 fructidor an V, sur les listes de déportés de Cayenne, il dut à l’influence de plusieurs de ses collègues la radiation de cette liste ; mais, quand son mandat législatif fut expiré (1er prairial an VI), il ne put se faire réélire. Nommé sous le Directoire, directeur des salines du Jura, et après le 18 brumaire, Ferroux fut nommé directeur des contributions directes à Lons-le-Saulnier, puis à Besançon.
Admis à la retraite en 1815, et sans fortune, ayant signé l’acte additionnel lors des Cent-jours et régicide (loi du 12 janvier 1816), il fut contraint à l’exil, en dépit de ses réclamations réitérées et des gages donnés par lui aux partisans de la monarchie. Après son exil à Nyon , revint à Salins après la révolution de 1830, et mourut quelques années plus tard.

## Mandats
- 06/09/1792 - 26/10/1795 : Jura - Girondins

## Travaux législatifs
- Étienne Joseph Ferroux, Corps législatif. Conseil des anciens. Résumé de l'avis de la commission des salines, d'après le message du Directoire exécutif adressé au Conseil des anciens le 18 floréal an V, par Ferroux. Séance du 22 floréal an V, Paris, Impr. nationale, an iv, 50 p. (BNF 30431423)
- Étienne Joseph Ferroux, Corps législatif. Conseil des anciens. Nouveau rapport fait par Ferroux... sur la résolution du 7 nivôse relative aux salines de la République. Séance du 8 thermidor an V, Paris, Impr. nationale, an v, 8 p. (BNF 30431424)
- Étienne Joseph Ferroux, Corps législatif. Conseil des anciens. Rapport sur la résolution relative aux salines... de la Meurthe, du Jura, du Doubs, de la Haute-Saône et du Mont-Blanc, par Ferroux... Séance du 2 ventôse an V, Paris, Impr. nationale, an v, 19 p. (BNF 30431425)
- Étienne Joseph Ferroux, Testament politique de M. Ferroux, ex-conventionnel, Besançon, impr. de C. Deis, 1829, 17 p. (BNF 30431421)